# Beilschmiedia steyermarkii
Beilschmiedia steyermarkii  es una especie en la familia Lauraceae. 

## Distribución y hábitat
Es endémica de Guatemala donde se distribuye únicamente en los departamentos de Alta Verapaz y Petén. Es un árbol que puede alcanzar una altura de 25 m y que crece en altitudes de 300 a 400 m.

## Taxonomía
Beilschmiedia steyermarkii fue descrito por Caroline Kathryn Allen y publicado en Journal of the Arnold Arboretum 26(4): 417. 1945.